# Фрігіс Корані
Фрігіс фон Корані (справжні ім'я та прізвище — Фрідьєш Кронфельд) (угор. Korányi Frigyes, нім. Friedrich von Korányi; 20 грудня 1828, Надькалло, Австрійська імперія — 19 травня 1913, Будапешт, Австрія) — медик, клініцист та терапевт, педагог, професор, ректор Будапештського університету (1886—1887). Член-кореспондент Угорської академії наук.

## Біографія
Народився у багатій єврейській родині лікаря. З 1844 року вивчав медицину в Будапештському університеті. Продовжив навчання у Росії, у 1852 закінчив Київський університет. Будучи студентом-медиком, брав участь у угорській революції 1848—1849 років, був військовим фельдшером, пізніше — заступником батальйонного лікаря, потім керував військовим шпіталем, наприкінці боротьби за незалежність — головним лікарем батальйону. У 1848 році з ініціативи батька, хрестився, прийняв католицьку віру, і взяв прізвище Корані.
Лікар медицини з 1851 року. Стажувався у віденській клініці Франца Шуха.
У 1853—1865 практикував у Надькалло. У 1865 отримав ступінь доцента невропатології, а в 1866 став професором внутрішньої медицини в Будапештському університеті. У 1886—1887 був обраний ректором університету. У 1908 йому було надано дворянство.
Автор низки медичних статей угорською та німецькою мовами.
Член Угорської королівської академії наук, почесний член королівського медичного товариства Будапешта, почесний член Паризького терапевтичного товариства (Société de Thérapeutique), член-кореспондент королівського медичного товариства Відня, Берлінського товариства внутрішньої медицини, International Investigative Committee у Лондоні.
Батько терапевта Шандора Корані.